# Semecarpus trachyphyllus
Semecarpus trachyphyllus är en sumakväxtart som beskrevs av Janet Russell Perkins. Semecarpus trachyphyllus ingår i släktet Semecarpus och familjen sumakväxter. Inga underarter finns listade i Catalogue of Life.